# Федоренко, Николай Трофимович
Никола́й Трофи́мович Федоре́нко (27 октября (9 ноября) 1912, Пятигорск — 2 октября 2000) — советский филолог-востоковед, государственный и общественный деятель. Доктор филологических наук, профессор, член-корреспондент АН СССР. Ученик В. М. Алексеева.

## Биография
Родился в семье плотника.
В 1933 году окончил авиационный техникум в Таганроге. В 1933—1934 годах работал конструктором на заводе в Москве.
В апреле 1935 году был арестован, под следствием сидел на Лубянке, затем в Бутырской тюрьме. Постановлением ОСО при НКВД СССР от 9 июня 1935 освобождён, дело прекращено.
В 1937 году окончил китайское отделение Московского института востоковедения.
В 1937—1939 годах — аспирант Московского института востоковедения.
С 1939 года на дипломатической работе. С 1943 года — член ВКП(б). В 1939—1947 годах — секретарь и советник посольства СССР в Китае. В 1947—1948 годах — поверенный в делах СССР в Китае. В 1950—1952 годах — советник и поверенный в делах СССР в КНР.
В течение 12-летнего пребывания в Китае занимался китайской филологией, в 1943 году защитил диссертацию на степень доктора филологических наук.
В 1952—1955 годах — заведующий Дальневосточным отделом МИД СССР. В 1953 году утверждён членом коллегии МИД СССР. В 1955—1958 годах — заместитель министра иностранных дел СССР.
Участвовал в подготовке к публикации в СССР стихотворений Мао Цзэдуна, написал предисловие и примечания к его книге «Восемнадцать стихотворений», изданной на русском языке Издательством иностранной литературы.
Посол СССР в Японии (1958—1962), постоянный представитель СССР при ООН и представитель СССР в Совете Безопасности (1963—1968).
В 1966—1971 годах — член Центральной ревизионной комиссии КПСС.
Главный редактор журнала «Иностранная литература» (1970—1988).
Секретарь правления Союза писателей СССР (1971).
31 августа 1973 года подписал письмо группы советских писателей о Солженицыне и Сахарове.
В конце 1980-х женился на гражданке Болгарии Лилии Тодоровой и переехал к ней. Сначала они жили в Софии, с 1990 года — в Велинграде.

## Награды
- 2 ордена Ленина (31 декабря 1966; …)
- орден Октябрьской Революции (5 ноября 1982)
- 2 ордена Трудового Красного Знамени (9 сентября 1971; 16 ноября 1984)
- орден Дружбы народов (17 сентября 1975)
- 2 ордена «Знак Почёта» (5 ноября 1945; …)
- медаль «За трудовую доблесть»
- другие медали

## Почётные звания
- Академик Американской академии политических и социальных наук, Филадельфия (1967)
- Академик Академии изящных искусств, Флоренция (1974)
- почётный член Института китаеведения в Токио (1961)